# Микица Бојанић (албум, 2004)
Микица Бојанић је трећи студијски албум српског певача Микице Бојанића издат 2004. године за Grand Production. Песме су му написали: Марина Туцаковић, Стева Симеуновић, Јелена Илић и Петар Стокановић.

## Списак песама
| №  | Назив         | Трајање |  |
| 1. | Пауза         |         |  |
| 2. | Није пријатно |         |  |
| 3. | Оглас         |         |  |
| 4. | Рањен орао    |         |  |
| 5. | Капија        |         |  |
| 6. | Судбина       |         |  |
| 7. | Љуби ме       |         |  |
| 8. | Алкохол       |         |  |